# Санборніт
Санборніт (рос. санборнит; англ. sanbornite; нім. Sanbornit m)– мінерал, силікат барію шаруватої будови.
Названий за прізвищем американського мінералога Ф.Сенборна (F.Sanborn), A.F.Rogers, 1932.

## Загальний опис
Хімічна формула: Ba[Si2O5]. Склад у % (з місцевості Інклайн, США): BaO — 50,4; SiO2 — 42,2. Домішки: Al2O3, SrO, CaO. Сингонія ромбічна. Ромбо-дипірамідальний вид. Утворює слюдо подібні аґреґати. Спайність досконала по (001). Полісинтетичні двійники по (010). Густина 4,19. Тв. 5,0-5,5. Колір білий, безбарвний. На пл. спайності перламутровий полиск.

## Розповсюдження
Рідкісний. Знайдений у контактово-метасоматичних утвореннях Марипоза (штат Каліфорнія, США) разом з цельзіаном, діопсидом, турмаліном, кварцом.